# Christina Grigor'evna Grinberg
Christina Grigor'evna Grinberg, in russo Христина Григорьевна Гринберг? (Nikolaev, 19 novembre 1857 – Mosca, 1942), è stata una rivoluzionaria russa, membro di Narodnaja Volja.

## Biografia
Figlia di un ricco mercante ebreo, studiò privatamente e, dal 1875, all'insaputa dei genitori, insieme con la cugina Fani Morejnis preparò l'esame di accesso ai corsi universitari sotto la guida delle sorelle Valerija e Feliksija Levandovskaja che, nel 1876 le fecero conoscere i rivoluzionari Savelij Zlatopol'skij e Salomon Vittenberg.
Per inserirsi negli ambienti operai, Christina a Fani Morejnis divennero apprendiste calzolaie in un laboratorio di Nikolaev e nel gennaio del 1878 si trasferirono a Odessa per unirsi al gruppo rivoluzionario capeggiato da Ivan Koval'skiij. S'impiegarono in una fabbrica di scarpe da cui Christina fu licenziata quando fu scoperta a parlare di politica con altre operaie.
L'11 febbraio 1878 Koval'skij e altri furono arrestati dopo un conflitto a fuoco con la polizia e Christina, temendo di essere arrestata a sua volta, entrò in clandestinità. Continuò nell'opera di propaganda e di diffusione di letteratura proibita e il 5 agosto prese parte a una manifestazione di protesta contro la condanna a morte di Koval'skij. Nel 1880 si trasferì a San Pietroburgo e aderì a Narodnaja Volja, prendendo parte al progetto di far saltare in aria il ponte Kamennyj al momento del passaggio dello zar. Dopo alcuni mesi passati a Odessa con Zlatopol'skij, dal settembre 1881 visse a San Pietroburgo, con la falsa identità della nobile Elizaveta Kammer.
Il 17 giugno 1882 una retata della polizia sconvolgeva ulteriormente i quadri di Narodnaja Volja, con l'arresto, nella capitale, di Aleksandr Pribylëv, della moglie Raisa e di Marija Juškova in una appartamento adibito alla preparazione di bombe, di Michail Gračevskij, di Michail Klimenko, di Aleksandr Bucevič, di Anna Korba e della stessa Christina Grinberg, fermata in un appartamento clandestino di via Kiročnaja 24.
Fu rinchiusa nella fortezza di Pietro e Paolo e imputata nel « processo dei 17 » nel quale, il 17 aprile 1883, fu condannata a 15 anni di lavori forzati, ma in giugno la pena le fu commutata nell'esilio in Siberia. Fino al 1888 fu confinata a Vercholensk, poi a Jakutsk, dove nel gennaio del 1892 sposò Feliks Kon, un altro esiliato politico, ebreo polacco, dal quale ebbe due figli, Elena (1893-1968) che diventerà una nota critica letteraria, e Aleksandr (1897-1941), professore di economia, che cadrà in guerra sul fronte moscovita. Si stabilirono a Balagansk, nella provincia di Irkutsk, e nel 1897, scontata la pena, poterono tornare nella Russia europea, per quanto fossero soggetti a sorveglianza segreta da parte della polizia.
Si stabilirono prima a Varsavia, poi dal 1898 al 1903 a Minusinsk, sullo Jenisej, dove Feliks Kon conduceva ricerche etnografiche. Nel 1904 tornarono a Varsavia, con il marito impegnato nell'ala sinistra del Partito socialista polacco e membro del suo Comitato centrale, partecipante a Pietroburgo alla rivoluzione del 1905. Kon fu arrestato a Varsavia nel 1906 durante una manifestazione in fabbrica e rilasciato su cauzione. Entrambi ne approfittarono per fuggire nella Galizia austriaca e, scoppiata la guerra, si trasferirono in Svizzera, lavorando con Nadežda Krupskaja nell'Ufficio emigrazione di Zurigo.
Tornarono definitivamente in Russia nel maggio del 1917, dopo la rivoluzione di febbraio. Feliks Kon divenne un dirigente del Partito Comunista dell'Unione Sovietica, mentre Christina Grinberg fu un membro della Società degli ex-detenuti ed esuli politici, creata nel 1921 per la ricerca sulla storia del movimento rivoluzionario. Morì a Mosca nel 1942.